# Jason Perry-Murray
Jason Perry-Murray (Harlem, 7 marzo 1994) è un ex cestista statunitense con cittadinanza americo-verginiana.